# NGC 451
NGC 451 je galaksija u zviježđu Ribe.

## Vanjske poveznice
- SEDS: NGC 451